# إدميلسون (لاعب كرة قدم، مواليد 1982)
إدميلسون دوس سانتوس سيلفا (بالبرتغالية: Edmilson dos Santos Silva‏) (مواليد 15 سبتمبر 1982)، هو لاعب كرة قدم سابق كان يلعب كمهاجم.

## وصلات خارجية
- إدميلسون دوس سانتوس سيلفا على موقع رابطة كرة القدم اليابانية للمحترفين (اليابانية)
- إدميلسون دوس سانتوس سيلفا على موقع إي إس بي إن إف سي (الإنجليزية)
- إدميلسون دوس سانتوس سيلفا على موقع قاعدة بيانات كرة القدم.إي يو (الإنجليزية)
- إدميلسون دوس سانتوس سيلفا على موقع Soccerway.com (الإنجليزية)
- إدميلسون دوس سانتوس سيلفا على موقع عالم كرة القدم.نت (الإنجليزية)